# نشر اکاذیب
نشر اکاذیب به معنای انتشار و اشاعه اخبار دروغ و وقایع خلاف واقع به غیر یا تشویش اذهان عمومی یا مقامات رسمی است. انتشار هر نوع مطلب مشتمل بر تهمت، افترا، فحش و به‌کار بردن الفاظ رکیک یا نسبت‌های توهین‌آمیز و نظایر آن به اشخاص ممنوع است. در اظهار اکاذیب، نسبتی به دیگری داده نمی‌شود بلکه اخبار یا مطالب بی‌اساس به‌طورکلی اظهار می‌شود. نشر اکاذیب از جرائم مطلق است و تحقق آن موکول به وقوع نتیجه ضرر یا تشویش نیست. عناوین نشر اکاذیب یا اشاعه اکاذیب برگرفته از متن ماده ۶۹۸ بخش تعزیرات قانون مجازات اسلامی ایران و شامل هر ۲ مصداق اعمال مجرمانه جرم یعنی اظهار اکاذیب و همچنین جرمِ، انتسابِ اعمال خلافِ حقیقت به دیگران است.
جرم اشاعه اکاذیب جز با شکایت شاکی خصوصی قابل‌تعقیب نیست.

## ماهیت نشر اکاذیب
در اظهار اکاذیب اعمال معینی به شخص یا اشخاص نسبت داده نمی‌شود بلکه اخبار یا مطالب بی‌اساس و به‌طورکلی اظهار می‌شود. البته چنانچه مرتکب در مقام دفاع بتواند صحت اظهارات را ثابت کند، تبرئه خواهد شد. شایان توجه است که باوجود استفاده قانون‌گذار از واژه اکاذیب به‌صورت جمع، اظهار ۱ کذب نیز، کافی به مقصود است و اگر کسی ۱ فقره امر کذب و خلاف واقع را هم به نحو مقرر در ماده ۶۹۸ قانون مجازات اسلامی به غیر نسبت دهد، عمل او مشمول این ماده خواهد بود. البته صرف نوشتن نامه‌ای که احتمالاً متضمن مطالب خلاف واقع باشد، «بدون اینکه» نامه به مقامات ذی‌صلاح ارسال یا موجب تشویش اذهان عمومی شود، بزه تلقی نشده، و نمی‌تواند مشمول مقررات ماده ۶۹۸ بخش تعزیرات قانون مجازات اسلامی باشد.

## مطلق بودن جرم نشر اکاذیب
اظهار اکاذیب جرم مطلق بوده و تحقق آن موکول به وقوع نتیجه ضرر یا تشویش نیست. قانون‌گذار در متن ماده ۶۹۸ به این نکته تصریح کر ده است که «... اعم از اینکه از طریق مزبور به نحوی از انحا ضرر مادی یا معنوی به غیر وارد شود یا نه …» به همین جهت سوءنیت خاص در این جرم منقضی است.